# Dataset
Dataset je kolekce (shluk) dat.
V případě tabulkových dat odpovídá datová sada jedné nebo více databázovým tabulkám, kde každý sloupec tabulky představuje určitou proměnnou a každý řádek odpovídá konkrétnímu záznamu v dané datové sadě. Datová sada uvádí hodnoty pro každou z proměnných, jako například výšku a hmotnost objektu, pro každého člena datové sady. Datové sady mohou také sestávat ze sbírky dokumentů nebo souborů.
V oblasti otevřených dat je datová sada jednotkou, podle které se měří množství informací uvolněných ve veřejném repozitáři otevřených dat. Některé portály agregují tisíce datových sad. 
Nejčastěji dataset odpovídá obsahu jedné databázové tabulky nebo jedné statistické datové matici (např. v CSV), kde každý sloupec tabulky reprezentuje hodnoty jedné proměnné (atributu) a každý řádek odpovídá jedné položce příslušné kolekce dat. Dataset udává hodnoty pro všechny proměnné pro všechny položky v kolekci dat. Dataset poskytuje data pro jednu nebo několik položek, jejichž počet odpovídá počtu řádků.
Volněji se termín dataset používá pro kolekci vzájemně propojených tabulek nebo souborů, které se vztahují k určitému experimentu nebo události.

## Využití datových sad
Datové sady hrají klíčovou roli v různých oborech a poskytují cenné informace pro rozhodování a analýzu.
Mají široké spektrum využití, mezi které patří:

### Strojové učení a umělá inteligence
V oblasti strojového učení a umělé inteligence hrají datové sady klíčovou roli při trénování a testování modelů. Bez kvalitních a rozmanitých dat není možné vyvinout efektivní a spolehlivé algoritmy, které by dokázaly řešit komplexní úkoly.

#### Význam datových sad
Datové sady jsou základním stavebním kamenem strojového učení. Při trénování modelu se algoritmus učí z historických dat, aby byl schopen generalizovat a předpovídat výsledky na základě nových, dosud neviděných dat. Kvalita datové sady má zásadní vliv na výkon modelu – přesnost, efektivitu a schopnost odhalit vzory. Pokud jsou data neúplná, chybná nebo nevyvážená, může to vést k vytvoření modelu, který je nespolehlivý a má nízkou schopnost generalizace.

#### Typy datových sad
Existuje několik typů datových sad, které se používají ve strojovém učení:
Tréninkové datové sady: Používají se k učení modelu. Tyto sady obsahují vstupní data a odpovídající výstupy, na základě kterých se model učí identifikovat vzory.
Testovací datové sady: Slouží k ověření výkonu modelu. Testovací data by měla být oddělena od tréninkových dat, aby se zajistila objektivita hodnocení.
Validace datové sady: Používá se k ladění hyperparametrů modelu a k prevenci přeučení (overfittingu). Validace datové sady pomáhá najít nejlepší model mezi několika variantami.

#### Výběr a zpracování dat
Při vývoji modelů strojového učení je pečlivý výběr a zpracování dat zásadní. Tento proces zahrnuje:
Shromažďování dat - Data mohou být získána z různých zdrojů, jako jsou databáze, API, web scraping nebo pomocí senzorů a měření. Důležité je, aby data byla reprezentativní pro problém, který se snažíme řešit.
Úprava a čištění dat - Tato fáze zahrnuje odstranění duplicit, vyplnění chybějících hodnot a standardizaci dat. Neúplná nebo nesprávná data mohou zkreslit výsledky modelu.
Rozdělení dat na tréninkové, testovací a validační sady - Je důležité správně rozdělit data, aby se zajistila objektivita hodnocení modelu a minimalizovalo riziko přeučení.

### Obchodní analýzy
Firmy sbírají a analyzují data o svých zákaznících a trendech na trhu, aby lépe porozuměly chování zákazníků a optimalizovaly své produkty a služby. Data mohou být použita k predikci prodeje, zlepšení marketingových strategií nebo k analýze konkurence.

### Zdravotnictví
Datové sady o pacientech, léčebných postupech a epidemiologických trendech jsou klíčové pro výzkum a zlepšení zdravotní péče. Analyzováním těchto dat mohou odborníci odhalit vzorce, které pomáhají při diagnostice a léčbě nemocí.

### Environmentální monitoring
Datové sady týkající se klimatu, kvality vzduchu a vody, biodiverzity a dalších environmentálních faktorů jsou nezbytné pro sledování změn v životním prostředí a pro vývoj strategií udržitelnosti.